# Pyrorchis forrestii
Pyrorchis forrestii är en orkidéart som först beskrevs av Ferdinand von Mueller, och fick sitt nu gällande namn av David Lloyd Jones och Mark Alwin Clements. Pyrorchis forrestii ingår i släktet Pyrorchis och familjen orkidéer. Inga underarter finns listade i Catalogue of Life.